# فريدي برورسون
فريدي برورسون (بالسويدية: Freddie Brorsson)‏ هو لاعب كرة قدم سويدي في مركز الهجوم، ولد في 4 يونيو 1997 في السويد. لعب مع نادي تريليبورج ‏.

## وصلات خارجية
- فريدي برورسون على موقع اتحاد السويد (السويدية)
- فريدي برورسون على موقع قاعدة بيانات كرة القدم.إي يو (الإنجليزية)